# G. W. Bitzer
Pour les articles homonymes, voir Bitzer.
Gottfried Wilhelm Bitzer, connu comme G. W. Bitzer, également connu sous le surnom de Billy Bitzer (né le 21 avril 1872 à Roxbury, un quartier de Boston, dans le Massachusetts et mort le 29 avril 1944  à Hollywood) est un directeur de la photographie, réalisateur et scénariste américain ayant principalement exercé durant la période du muet.

## Biographie
Billy Bitzer commence à travailler dans l'industrie du cinéma en 1894, en devenant électricien-opérateur pour la Magic Introduction Company qui deviendra l'American Mutoscope Company en 1895. C'est vers 1896 que Billy Bitzer commence à travailler sur des films. En 1908, il assiste D. W. Griffith dans son premier film, Les Aventures de Dollie (The Adventures of Dollie). C'est ainsi le début d'une longue collaboration entre les deux hommes.
Après avoir travaillé sur près de 1 000 films au cours de sa carrière, dont Naissance d'une nation (The Birth of A Nation), Intolérance (Intolerance : Love's Struggle Throughout the Ages) ou Le Lys brisé (Broken Blossoms) de D. W. Griffith, Billy Bitzer meurt d'une crise cardiaque le 29 avril 1944 à Hollywood.

## Filmographie partielle

### En tant que directeur de la photographie

#### 1907
- The Hypnotist's Revenge de Joseph A. Golden
- Terrible Ted de Joseph A. Golden
- The Tired Tailor's Dream de Joseph A. Golden

#### 1908
- The Fight for Freedom de D. W. Griffith et Wallace McCutcheon Jr.
- La Vipère noire (The Black Viper) de D. W. Griffith
- L'Enfant et le Peau-rouge (The Redman and the Child) de D. W. Griffith
- Une déclaration difficile (A Calamitous Elopement) de D. W. Griffith
- The Man and the Woman de D. W. Griffith
- L'Empreinte digitale (Betrayed by a Handprint) de D. W. Griffith
- Where the Breakers Roar de D. W. Griffith
- A Smoked Husband de D. W. Griffith
- Les Bijoux volés (The Stolen Jewels) de D. W. Griffith
- The Devil de D. W. Griffith
- Cœur de Zoulou (The Zulu's Heart) de D. W. Griffith
- Father Gets in the Game de D. W. Griffith
- Ingomar (The Barbarian Ingomar) de D. W. Griffith
- Le Vœu du vaquero (The Vaquero's Vow) de D. W. Griffith
- La Femme du planteur (The Planter's Wife) de D. W. Griffith
- Le Roman d'une juive (Romance of a Jewess) de D. W. Griffith
- Cacher un voleur (Concealing a Burglar) de D. W. Griffith
- Enoch Arden (After Many Years) de D. W. Griffith
- L'Or du pirate (The Pirate's Gold) de D. W. Griffith
- La Mégère apprivoisée (The Taming of the Shrew) de D. W. Griffith
- The Guerrilla de D. W. Griffith
- La Chanson de la chemise (The Song of the Shirt) de D. W. Griffith
- L'Ingrate (The Ingrate) de D. W. Griffith
- Le Clubman et le Voleur (The Clubman and the Tramp) de D. W. Griffith
- Money Mad de D. W. Griffith
- The Valet's Wife de D. W. Griffith
- Mrs. Jones Entertains de D. W. Griffith
- The Feud and the Turkey de D. W. Griffith
- The Reckoning de D. W. Griffith
- Le Gage de l'amitié (The Test of Friendship) de D. W. Griffith
- The Christmas Burglars de D. W. Griffith
- Mr. Jones at the Ball de D. W. Griffith

#### 1909
- One Touch of Nature de D. W. Griffith
- The Maniac Cook de D. W. Griffith
- The Honor of Thieves de D. W. Griffith
- Love Finds a Way de D. W. Griffith
- The Sacrifice de D. W. Griffith
- A Rural Elopement de D. W. Griffith
- The Criminal Hypnotist de D. W. Griffith
- Those Boys! de D. W. Griffith
- Mr. Jones Has a Card Party de D. W. Griffith
- L'Extravagante Mme Francis (The Fascinating Mrs. Francis) de D. W. Griffith
- The Welcome Burglar de D. W. Griffith
- Son nouveau chapeau (Those Awful Hats) de D. W. Griffith
- The Cord of Life de D. W. Griffith
- The Girls and Daddy de D. W. Griffith
- The Brahma Diamond de D. W. Griffith
- A Wreath in Time de D. W. Griffith
- La Vie d'Edgar Poe (Edgar Allan Poe) de D. W. Griffith
- Tragic Love de D. W. Griffith
- The Curtain Pole de D. W. Griffith
- His Ward's Love de D. W. Griffith
- The Joneses Have Amateur Theatricals de D. W. Griffith
- The Hindoo Dagger de D. W. Griffith
- Amour et Politique (The Politician's Love Story) de D. W. Griffith
- At the Altar de D. W. Griffith
- L'Espion (The Prussian Spy) de D. W. Griffith
- A Fool's Revenge de D. W. Griffith
- The Roue's Heart de D. W. Griffith
- The Wooden Leg de D. W. Griffith
- The Salvation Army Lass de D. W. Griffith
- The Lure of the Gown de D. W. Griffith
- I Did It, Mama de D. W. Griffith
- L'Âme du violon (The Voice of the Violin) de D. W. Griffith
- The Deception de D. W. Griffith
- And a Little Child Shall Lead Them de D. W. Griffith
- A Burglar's Mistake de D. W. Griffith
- The Medicine Bottle de D. W. Griffith
- Jones and His New Neighbors de D. W. Griffith
- Les Remords de l'alcoolique (A Drunkard's Reformation) de D. W. Griffith
- Trying to Get Arrested de D. W. Griffith
- A Rude Hostess de D. W. Griffith
- La Croisade contre le bruit (Schneider Anti-Noise Crusade) de D. W. Griffith
- The Winning Coat de D. W. Griffith
- Un dormeur encombrant (A Sound Sleeper) de D. W. Griffith
- Confidence de D. W. Griffith

#### 1912
- 1912 : The Lesser Evil de D. W. Griffith
- 1912 : Le Chapeau de New York (The New York Hat) de D. W. Griffith
- 1912 : Heredity de D. W. Griffith
- 1912 : The Massacre de D. W. Griffith
- 1912 : The Informer de D. W. Griffith

#### 1913
- 1913 : The Mothering Heart de D. W. Griffith
- 1913 : Pirate Gold de Wilfred Lucas
- 1913 : The House of Darkness de D. W. Griffith
- 1913 : An Indian's Loyalty

#### 1914
- 1914 : Brute Force de D. W. Griffith

#### 1918
- 1918 : Une fleur dans les ruines (The Greatest Thing in Life) de D. W. Griffith
- 1918 : À côté du bonheur (The Great Love) de D. W. Griffith

### En tant que réalisateur

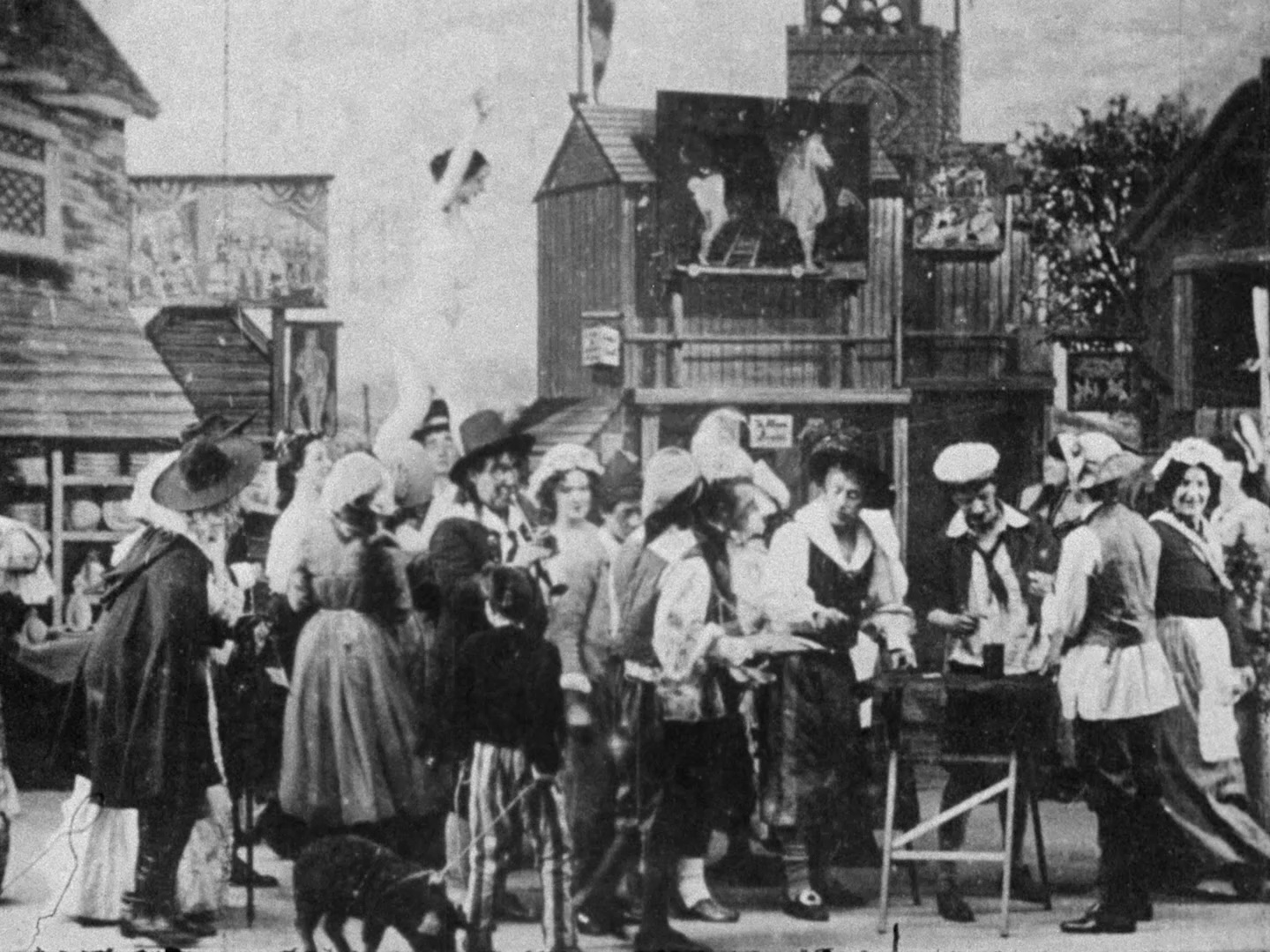
Tom, Tom, the Piper's Son (1905)

- 1901 : President McKinley Inauguration
- 1903 : Happy Hooligan Interferes
- 1903 : Levi & Cohen, the Irish Comedians
- 1905 : New York Subway
- 1905 : Tom, Tom, the Piper's Son[3]
- 1906 : The Impossible Convicts
- 1906 : Logging in Maine
- 1908 : Les Aventures de Dollie (The Adventures of Dollie), avec D. W. Griffith

### En tant que scénariste
- 1909 : The Curtain Pole de D. W. Griffith